# Randolph County, North Carolina
Randolph County är ett administrativt område i delstaten North Carolina, USA, med 141 752 invånare. Den administrativa huvudorten (county seat) är Asheboro.

## Geografi
Enligt United States Census Bureau så har countyt en total area på 2 046 km². 2 038 km² av den arean är land och 8 km² är vatten. 

### Angränsande countyn
- Guilford County - norr
- Alamance County - nordost
- Chatham County - öster
- Moore County - sydost
- Montgomery County - sydväst
- Davidson County - väster